# Segunda División de Venezuela 2001-02
La Temporada 2001-02 de la Segunda División de Venezuela inició el 7 de octubre de 2001 con la participación de 10 equipos.

## Equipos participantes
Grupo Centro-Oriental:
- Atlético Monagas, de Maturín
- Carabobo FC, de Valencia
- Caracas FC B, de Caracas
- Diorca Oriente, de San Tomé
- UCV FC, de Caracas

Grupo Occidental:
- FA San Cristóbal, de San Cristóbal
- UA El Vigía, de El Vigía
- UA Maracaibo, de Maracaibo
- Unión Lara FC, de Barquisimeto
- Zulianos FC, de Maracaibo

## Torneo Apertura

### Grupo Centro-Oriental
|   | Equipo           | J  | G | E | P | GF | GC | PTS | DG  |
| - | ---------------- | -- | - | - | - | -- | -- | --- | --- |
| 1 | Carabobo FC(*)   | 10 | 6 | 2 | 2 | 28 | 06 | 20  | +22 |
| 2 | Caracas FC B     | 10 | 5 | 3 | 2 | 14 | 09 | 18  | +5  |
| 3 | Atlético Monagas | 10 | 5 | 1 | 4 | 18 | 13 | 16  | +5  |
| 4 | UCV FC           | 10 | 3 | 2 | 5 | 08 | 22 | 11  | -14 |
| 5 | Diorca Oriente   | 10 | 0 | 2 | 8 | 04 | 19 | 02  | -15 |

| Apertura 2001    | AMO | CBO | CAR | DIO | UCV |
| Atlético Monagas |     | 1-1 | 1-2 | 4-1 | 3-0 |
| Carabobo FC      | 4-0 |     | 0-2 | 0-0 | 6-0 |
| Caracas FC B     | 0-2 | 1-0 |     | 3-1 | 1-1 |
| Diorca Oriente   | 0-1 | 0-3 | 0-0 |     | 0-2 |
| UCV FC           | 1-0 | 1-5 | 1-3 | 2-1 |     |

### Grupo Occidental
|   | Equipo           | J  | G | E | P | GF | GC | PTS | DG  |
| - | ---------------- | -- | - | - | - | -- | -- | --- | --- |
| 1 | Zulianos FC      | 10 | 8 | 1 | 1 | 17 | 01 | 25  | +16 |
| 2 | UA El Vigía      | 10 | 6 | 1 | 3 | 15 | 11 | 19  | +4  |
| 3 | UA Maracaibo     | 10 | 4 | 2 | 4 | 13 | 14 | 14  | -1  |
| 4 | FA San Cristóbal | 10 | 2 | 3 | 5 | 05 | 14 | 09  | -9  |
| 5 | Unión Lara FC    | 10 | 1 | 3 | 6 | 11 | 24 | 06  | -13 |

| Apertura 2001    | FSC | UAV | UAM | ULF | ZUL |
| FA San Cristóbal |     | 1-1 | 1-0 | 0-0 | 0-1 |
| UA El Vigía      | 0-1 |     | 3-0 | 2-1 | 0-2 |
| UA Maracaibo     | 2-1 | 0-2 |     | 4-1 | 0-1 |
| Unión Lara FC    | 0-0 | 2-3 | 3-3 |     | 0-2 |
| Zulianos FC      | 1-0 | 3-0 | 0-1 | 4-0 |     |

## Partidos InterGrupos
En cada jornada, uno de los partidos disputados era "Inter-Grupos":
- Jornada 1: UCV FC 0-0 Zulianos FC
- Jornada 2: UA Maracaibo 1-0 Caracas FC B
- Jornada 3: UA El Vigía 3-1 Diorca Oriente
- Jornada 4: FA San Cristóbal 1-4 Carabobo FC
- Jornada 5: Atlético Monagas 5-2 Unión Lara FC
- Jornada 6: Zulianos FC 3-0 UCV FC
- Jornada 7: Caracas FC B 2-2 UA Maracaibo
- Jornada 8: Diorca Oriente 0-1 UA El Vigía
- Jornada 9: Carabobo FC 5-0 FA San Cristóbal
- Jornada 10: Unión Lara FC 2-1 Atlético Monagas

## Final Torneo Apertura
Se disputó entre los campeones de ambos grupos. El vencedor será el campeón del Torneo Apertura.
| 12 de diciembre de 2001 | Zulianos Fútbol Club | 2:3 | Carabobo FC | Estadio José Encarnación Romero, Maracaibo |  |

| 16 de diciembre de 2001 | Carabobo FC | 1:1 | Zulianos Fútbol Club | Polideportivo Misael Delgado, Valencia |  |

El Carabobo FC es el campeón del Torneo Apertura, tras vencer con un resultado global de 4-3.

## Torneo Clausura
Comenzó el 13 de marzo de 2002. Los equipos Carabobo FC, Zulianos Fútbol Club, Unión Lara FC, Atlético Monagas y Diorca Oriente parten con una bonificación del 30% de los puntos obtenidos en el Torneo Apertura, esto tras haber participado en la Copa República Bolivariana de Venezuela, disputada en el segundo semestre del año 2000, donde no lograron clasificarse para el segundo torneo de la temporada, disputado en el primer semestre del año 2001.
La Copa República Bolivariana de Venezuela fue considerada como torneo de Primera División (Liga) y no como copa doméstica. Además del 30% de bonificación de los puntos obtenidos en el Apertura, a Carabobo FC se le otorgaron 4 puntos más por haber ganado la final del Torneo Apertura, veamos:
- Carabobo FC: 7,2 (30% de los 24 puntos obtenidos) (20 del Torneo Apertura + 4 por haber ganado la final del Apertura).
- Zulianos FC: 7,5 (30% de los 25 puntos obtenidos en el Torneo Apertura).
- Unión Lara FC: 1,8 (30% de los 06 puntos obtenidos en el Torneo Apertura).
- Atlético Monagas: 4,8 (30% de los 16 puntos obtenidos en el Torneo Apertura).
- Diorca Oriente: 0,6 (30% de los 02 puntos obtenidos en el Torneo Apertura).

El Atlético Monagas desistió de participar por problemas económicos.

## Tabla de posiciones
|   | Equipo                             | J  | G  | E | P  | GF | GC | PTS  | DG  |
| - | ---------------------------------- | -- | -- | - | -- | -- | -- | ---- | --- |
| 1 | Zulianos FC (Asciende a Primera)   | 16 | 10 | 4 | 2  | 24 | 09 | 41,5 | +15 |
| 2 | Carabobo FC (Promoción/Relegación) | 16 | 10 | 2 | 4  | 33 | 17 | 39,2 | +16 |
| 3 | UA Maracaibo                       | 16 | 11 | 3 | 2  | 27 | 15 | 36   | +12 |
| 4 | Unión Lara FC                      | 16 | 10 | 2 | 4  | 34 | 24 | 33,8 | +10 |
| 5 | Caracas FC B                       | 16 | 6  | 3 | 7  | 25 | 27 | 21   | -2  |
| 6 | Diorca Oriente                     | 15 | 4  | 4 | 7  | 22 | 18 | 16,6 | +4  |
| 7 | FA San Cristóbal                   | 15 | 4  | 1 | 12 | 31 | 26 | 13   | *5  |
| 8 | UA El Vigía                        | 16 | 2  | 3 | 11 | 20 | 36 | 09   | -16 |
| 9 | UCV FC                             | 16 | 3  | 0 | 13 | 20 | 40 | 09   | -20 |

| Clausura 2002    | CBO | CAR | DIO | FSC | UAV | UAM | ULF | UCV | ZUL |
| Carabobo FC      |     | 4-1 | 1-0 | 0-0 | 1-1 | 1-2 | 1-0 | 4-0 | 2-1 |
| Caracas FC B     | 0-2 |     | 2-2 | 2-0 | 2-2 | 0-1 | 1-2 | 2-4 | 2-1 |
| Diorca Oriente   | 0-2 | 0-2 |     | 7-0 | 2-1 | 1-2 | 1-1 | 2-1 | 1-1 |
| FA San Cristóbal | 0-4 | 0-2 | SSP |     | 4-2 | 2-3 | 1-3 | 0-2 | 0-2 |
| UA El Vigía      | 3-4 | 0-1 | 1-0 | 0-1 |     | 0-2 | 2-4 | 3-0 | 0-2 |
| UA Maracaibo     | 2-1 | 2-1 | 2-1 | 3-1 | 1-1 |     | 1-1 | 4-2 | 0-1 |
| Unión Lara FC    | 2-1 | 5-3 | 2-1 | 0-2 | 7-3 | 1-0 |     | 2-1 | 0-1 |
| UCV FC           | 1-4 | 2-4 | 0-4 | 0-1 | 3-1 | 0-1 | 2-4 |     | 0-1 |
| Zulianos FC      | 4-1 | 0-0 | 0-0 | 1-0 | 2-0 | 1-1 | 3-0 | 3-2 |     |
|                  | CBO | CAR | DIO | FSC | UAV | UAM | ULF | UCV | ZLN |

## Serie de Promoción y Relegación
Se disputó entre el segundo lugar del Clausura de la Segunda División y el Penúltimo de la Tabla Acumulada de la Primera División.
| 19 de mayo de 2002 | Carabobo FC | 3:2 | Portuguesa FC | Polideportivo Misael Delgado, Valencia |  |

| 26 de mayo de 2002 | Portuguesa FC | 0:0 | Carabobo FC | Estadio José Antonio Páez, Araure |  |

El Carabobo FC logra su promoción a la Primera División de Venezuela para la temporada siguiente, mientras que Portuguesa FC es relegado a la Segunda División de Venezuela para la siguiente zafra.